# Macrosphenus
Genre
Macrosphenus est un genre de passereaux de la famille des Macrosphenidae. Il comprend cinq espèces de nasiques.

## Répartition
Ce genre se trouve à l'état naturel en Afrique centrale,,,, de l'Ouest,, et de l'Est,,.

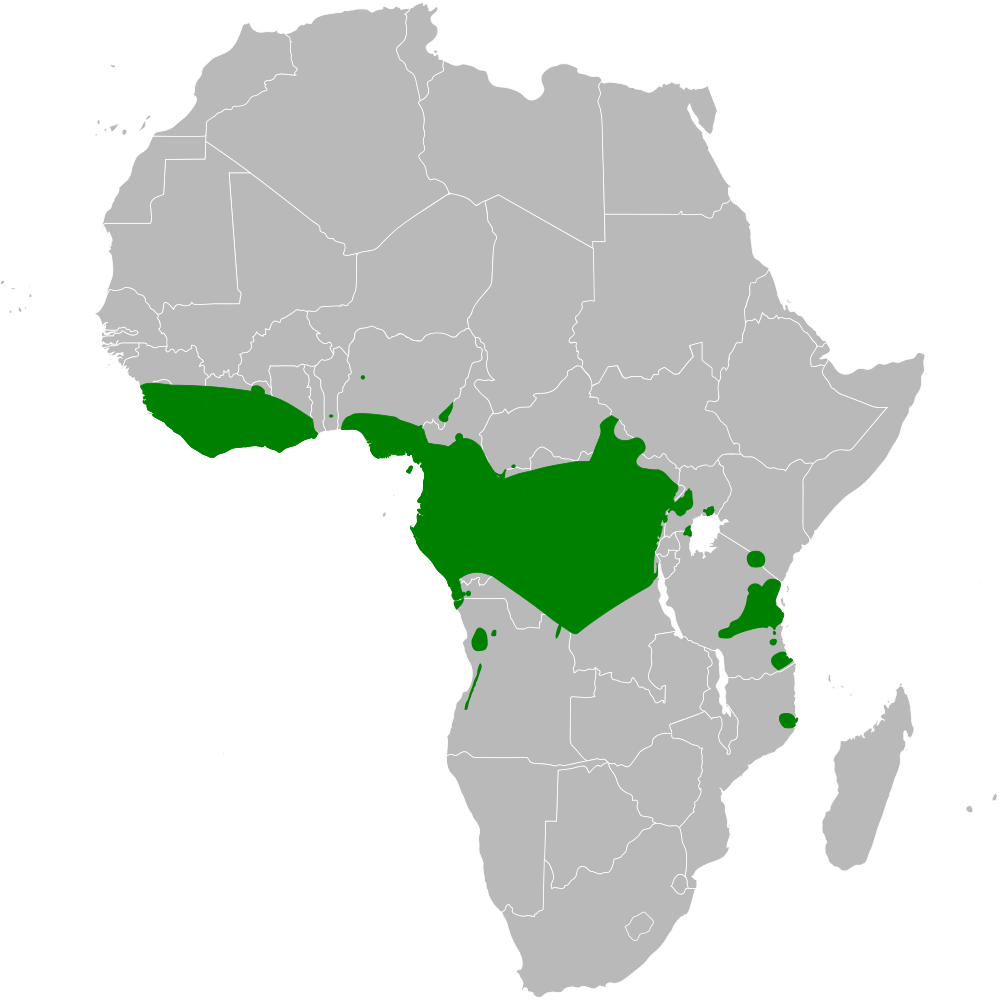
Répartition de Macrosphenus.

## Liste des espèces
Selon la classification de référence du Congrès ornithologique international (version 8.2, 2018) :
- Macrosphenus concolor (Hartlaub, 1857) — Fauvette nasique concolore, Fauvette-nasique grise, Nasique grise
- Macrosphenus flavicans Cassin, 1859 — Fauvette-nasique jaune, Nasique jaune
  - Macrosphenus flavicans flavicans Cassin, 1859
  - Macrosphenus flavicans hypochondriacus (Reichenow, 1893)
- Macrosphenus kempi (Sharpe, 1905) — Fauvette-nasique de Kemp, Nasique de Kemp
  - Macrosphenus kempi flammeus Marchant, 1950
  - Macrosphenus kempi kempi (Sharpe, 1905)
- Macrosphenus kretschmeri (Reichenow & Neumann, 1895) — Fauvette-nasique de Kretschmer, Nasique de Kretschmer
  - Macrosphenus kretschmeri griseiceps Grote, 1911
  - Macrosphenus kretschmeri kretschmeri (Reichenow & Neumann, 1895)
- Macrosphenus pulitzeri Boulton, 1931 — Fauvette-nasique de Pulitzer, Nasique de Pulitzer